# Філотаксис

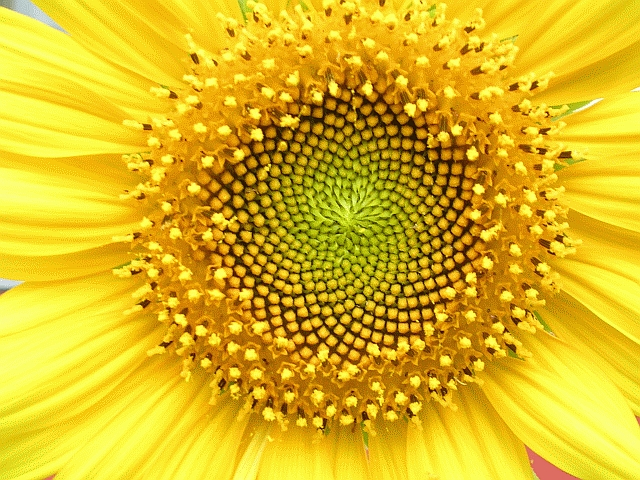
Явище філотаксису на прикладі квітки соняшника

Філота́ксис (грец. «phyllon» — лист і «taxis» — розміщення) — явище, яке полягає у спірально-симетричному розташуванні листків на стеблах рослин, гілок на деревах, пелюсток в суцвіттях.
Всі природні тіла, що нас оточують, знаходяться у полі земного тяжіння і беззаперечно несуть на собі його вплив. Камені, рослини, тварини під впливом даної сили набувають ззовні схожих рис. Ці риси характеризуються узагальненими законами симетрії, серед яких одне з центральних місць займає явище філотаксису. Фізичною причиною, яка лежить в основі закону філотаксису, є те, що при такому розміщенні досягається максимум притоку сонячної енергії.

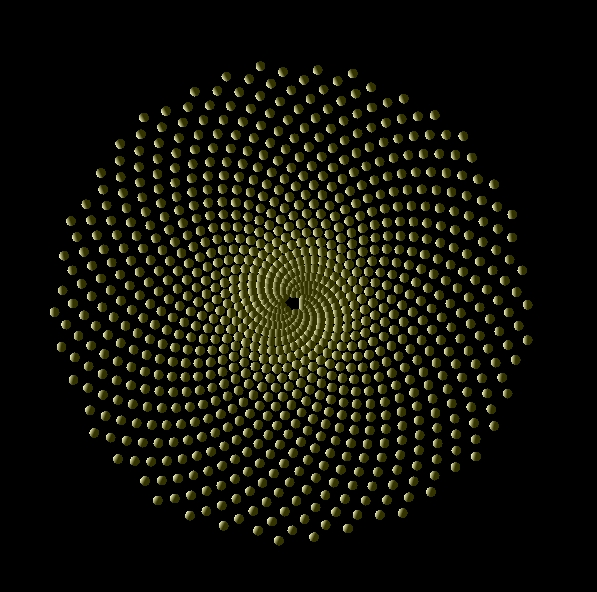
Філотаксис. Комп'ютерна модель

Наслідуючи природні форми, явище філотаксису здавна використовувалось людиною в архітектурі та дизайні при побудові різних храмів, палаців тощо, що надавало їм своєрідної естетичної неповторності. Вже давні греки використовували пропорцію «золотого» січення. У середні віки вчені намагались відкрити математичні закони, що описують взаємоз’язок між явищем філотаксису та пропорціями людини,  але тільки у сьогоденні вдалось застосувати диференціальне числення і геометрію Мінковського для побудови математичної моделі явища філотаксису.
Як вже зазначалося, характерною ознакою філотаксисних форм є їхня спірально-симетрична будова. На поверхнях таких форм розташуванням біоорганів створюється впорядкований рисунок, закономірність якого визначають перехресні ліво- і правозакручені спіральні лінії — парастихи, які виразно проглядаються на суцвіттях та є менш очевидними на стеблах рослин.
У процесі росту біоформи відбуваються процеси безперервного поповнення вершинами і ущільнення ґратки на площині і періодичного зростання кількості лівих і правих спіралей у послідовності, яка відповідає властивостям філотаксису. Пропорція перетворення змінюється, але в будь-який момент часу вона однакова для всіх пар послідовних вершин. 
Для позначення числового порядку симетрії філотаксису використовують відношення пар чисел, що відповідають найбільш виразно спостережуваним групам спіралей. Найчастіше порядок спіральної симетрії, тобто відношення кількості лівих і правих спіралей, змінюється у послідовності Фібоначчі:
{\displaystyle {\frac {8}{5}},{\frac {13}{8}},{\frac {21}{13}},...,\lim _{n\to \infty }{\frac {F_{n+1}}{F_{n}}}={\frac {{\sqrt {5}}+1}{2}}.}
Слід зазначити, що дана модель є, насамперед, теоретичною формою представлення філотаксису, а не точним відображенням дійсності, оскільки формування філотаксисних форм завжди проходить під дією різноманітних зовнішніх чинників. Тому для побудови точнішої моделі використовують комп'ютерне моделювання за певними алгоритмами.